# Hof Duerinck

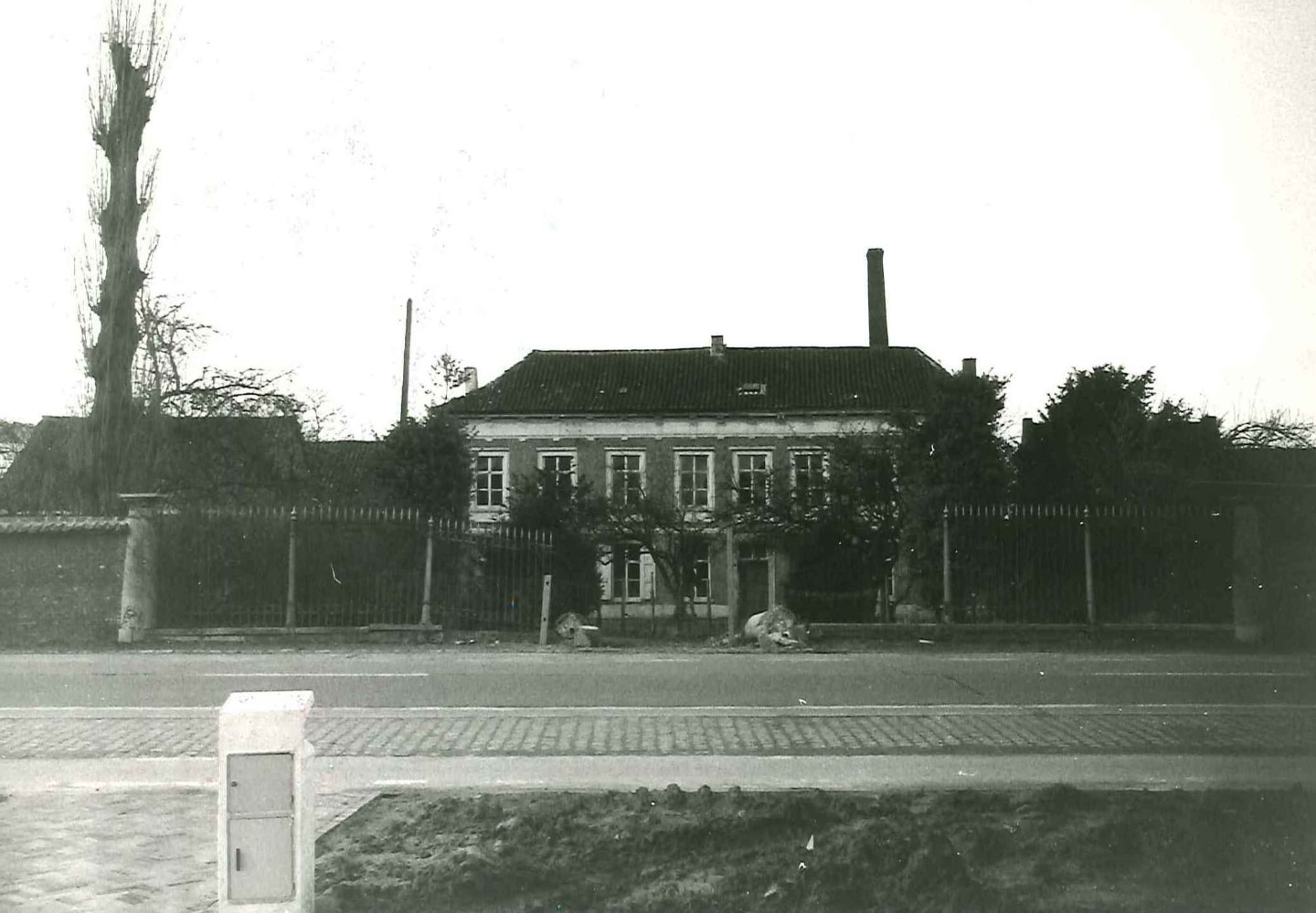
Hof Duerinck

Het Hof Duerinck is een gebouw in de tot de Oost-Vlaamse gemeente Dendermonde behorende plaats Schoonaarde, gelegen aan Eegene 134-136 en 134A-C.

## Geschiedenis
Het gebouw, gelegen nabij de Schelde, werd in het 3e kwart van de 18e eeuw opgericht als buitenplaats voor Joannes Henricus van Frankenberg die in 1759 Aartsbisschop van Mechelen werd. Tijdens de Franse tijd (eind 18e eeuw) werd het domein onteigend en openbaar verkocht. Begin 19e eeuw werd er een olieslagerij in gevestigd en in 1866 werd een stoommachine geplaatst. Iets na 1878 werd ook een maalderij in gebruik genomen.
In 1886 werden de bedrijfsgebouwen gesloopt en vervangen door nieuwe gebouwen, gegroepeerd om een binnenplaats. De zogeheten lijnkoekstoommolen werd in 1950 uit gebruik genomen.

## Gebouw
Het hoofdgebouw is een 18e eeuws herenhuis dat nog een trap in Lodewijk XVI-stijl herbergt en ook een schouw in classicistische stijl met, in een medaillon, het wapen van de kardinaal.
Tot de dienstgebouwen behoort de voormalige stoomolieslagerij van 1897, een bakoven en maalderij, een paardenstal van 1905 en een schoorsteen.